# X Rated
X Rated – pierwszy album studyjny kanadyjskiego producenta muzycznego Excisiona. Oficjalna premiera albumu odbyła się 12 września 2011 roku. Przy X Rated Excision współpracował z wieloma artystami, min. Downlinkiem, Datsikiem i Skismem. Album zawiera 10 utworów, które łączą w sobie głównie gatunki dubstepu, elektroniki i glitch hopu.

## Lista utworów
1. "X Rated" (feat. Messinian) - 4:25
2. "Underground" (oraz Downlink) - 4:56
3. "Ohhh Nooo" - 4:54
4. "8Bit Superhero" (oraz Datsik) - 4:56
5. "Sleepless" (feat. Savvy) - 5:23
6. "Execute" - 4:06
7. "SEXisM" (oraz Skism) - 4:13
8. "Swerve" (oraz Downlink) - 5:22
9. "Deviance" (oraz Datsik) - 4:32
10. "Jaguar" (oraz Datsik feat. Mr. Hudson) - 3:24

## X Rated (Remixes)
Remix album wydany 3 września 2012, również przez mau5trap.
1. "Deviance" (Dirtyphonics Remix) (oraz Datsik) - 5:03
2. "X Rated" (Space Laces Remix) (feat. Messinian) - 4:22
3. "Sleepless" (Loadstar Remix) (feat. Savvy) - 4:14
4. "Ohhh Nooo" (Lucky Date Remix) - 5:03
5. "The Underground" (Elite Force Remix) (oraz Downlink) - 5:20
6. "Execute" (High Rankin Remix) - 3:24
7. "Swerve" (Specimen A Remix) (oraz Downlink) - 4:47
8. "Sexism" (Far Too Loud Remix) (oraz Skism) - 4:26
9. "Sleepless" (Xilent Remix) (feat. Savvy) - 5:08
10. "X Rated" (Calyx & TeeBee Remix) (feat. Messinian) - 4:53
11. "8Bit Superhero" (Eptic Remix) (oraz Datsik) - 4:41